# Dom Dziekański w Krakowie
Dom Dziekański – zabytkowa kamienica znajdująca się w Krakowie, w dzielnicy I przy ulicy Kanoniczej 21, na Starym Mieście. Wraz z sąsiednim Domem św. Stanisława jest siedzibą Muzeum Archidiecezjalnego archidiecezji krakowskiej.

## Historia kamienicy
Kamienica została wybudowana w II połowie XIV wieku przez kanonika Jana z Brzeska. W latach 1582–1592 została gruntowanie przebudowana, z fundacji kanonika Stanisława Skarszewskiego, na reprezentacyjną rezydencję. Projekt przebudowy wykonał królewski architekt Santi Gucci Fiorentino. Powstały wówczas arkadowe krużganki, wykusz od strony dziedzińca oraz portal z arkadą wejściową, ujętą jońskimi kolumnami, opiętymi rustykowanymi pasami w formie klamer. Na fryzie portalu umieszczono sentencję z Eneidy Wergiliusza: „Trzymajcie się z dala niewtajemniczeni”. W XVIII wieku dziedziniec domu udekorowano herbami biskupów krakowskim oraz ustawiono na nim figurę św. Stanisława. W latach 1958–1963 w budynku mieszkał Karol Wojtyła, przyszły papież Jan Paweł II, będący wówczas biskupem pomocniczym krakowskim. W 1994 w Domu Dziekańskim oraz sąsiednim Domu św. Stanisława ulokowano siedzibę Muzeum Archidiecezjalnego archidiecezji krakowskiej.

10 grudnia 1931 oraz ponownie 13 kwietnia 1975 kamienica została wpisana do rejestru zabytków. Znajduje się także w gminnej ewidencji zabytków.

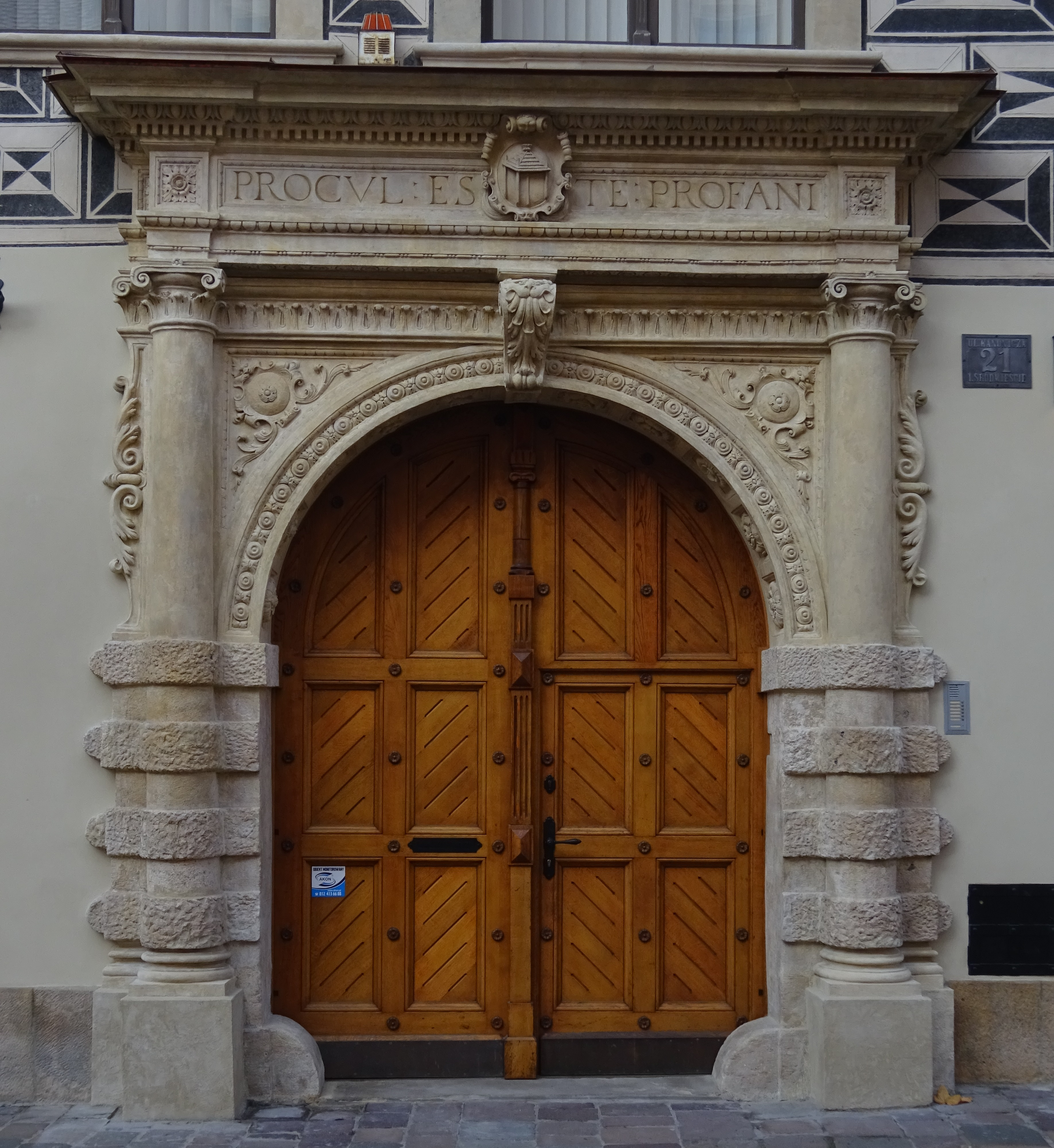
Portal renesansowy
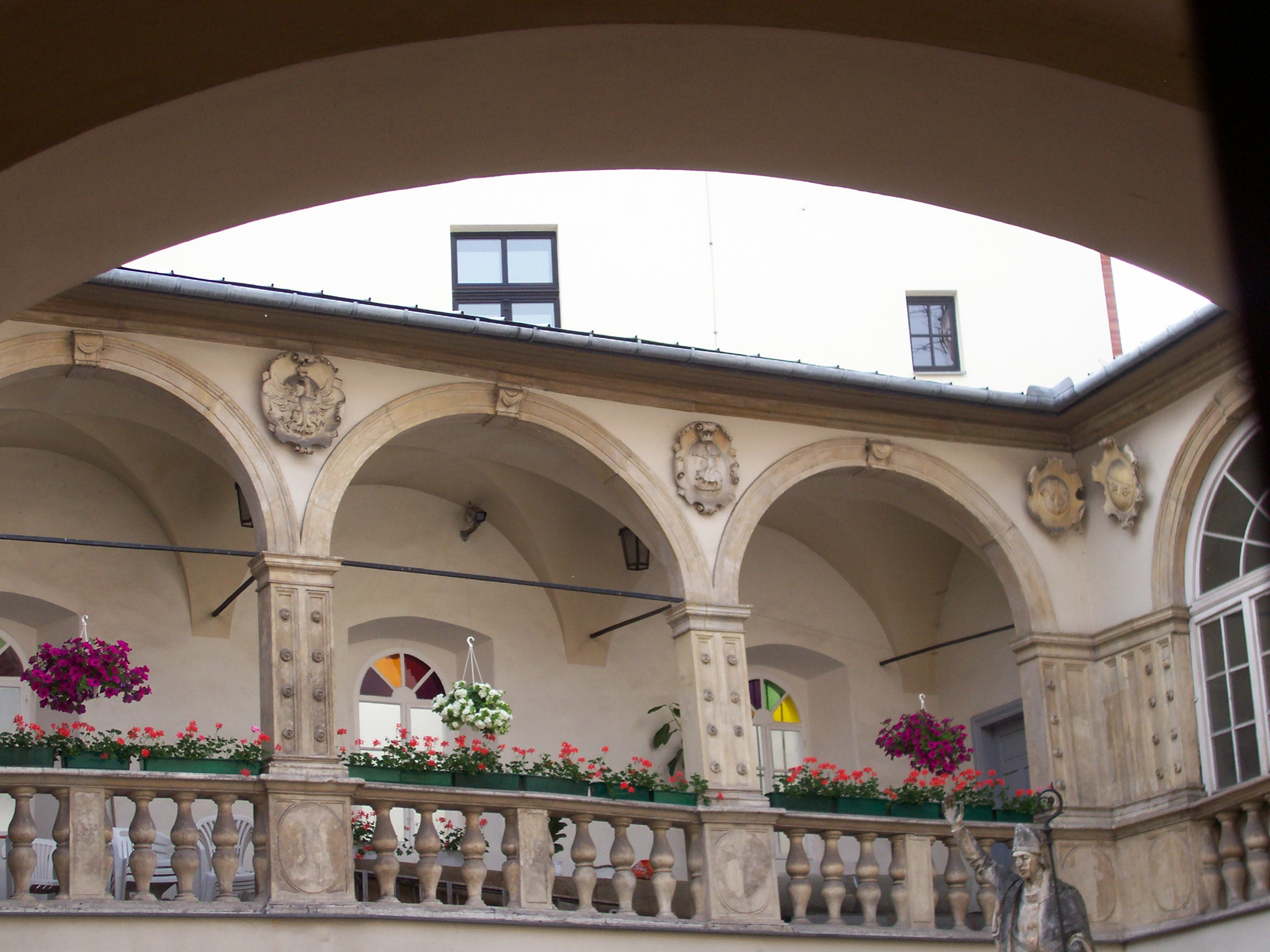
Dziedziniec arkadowy
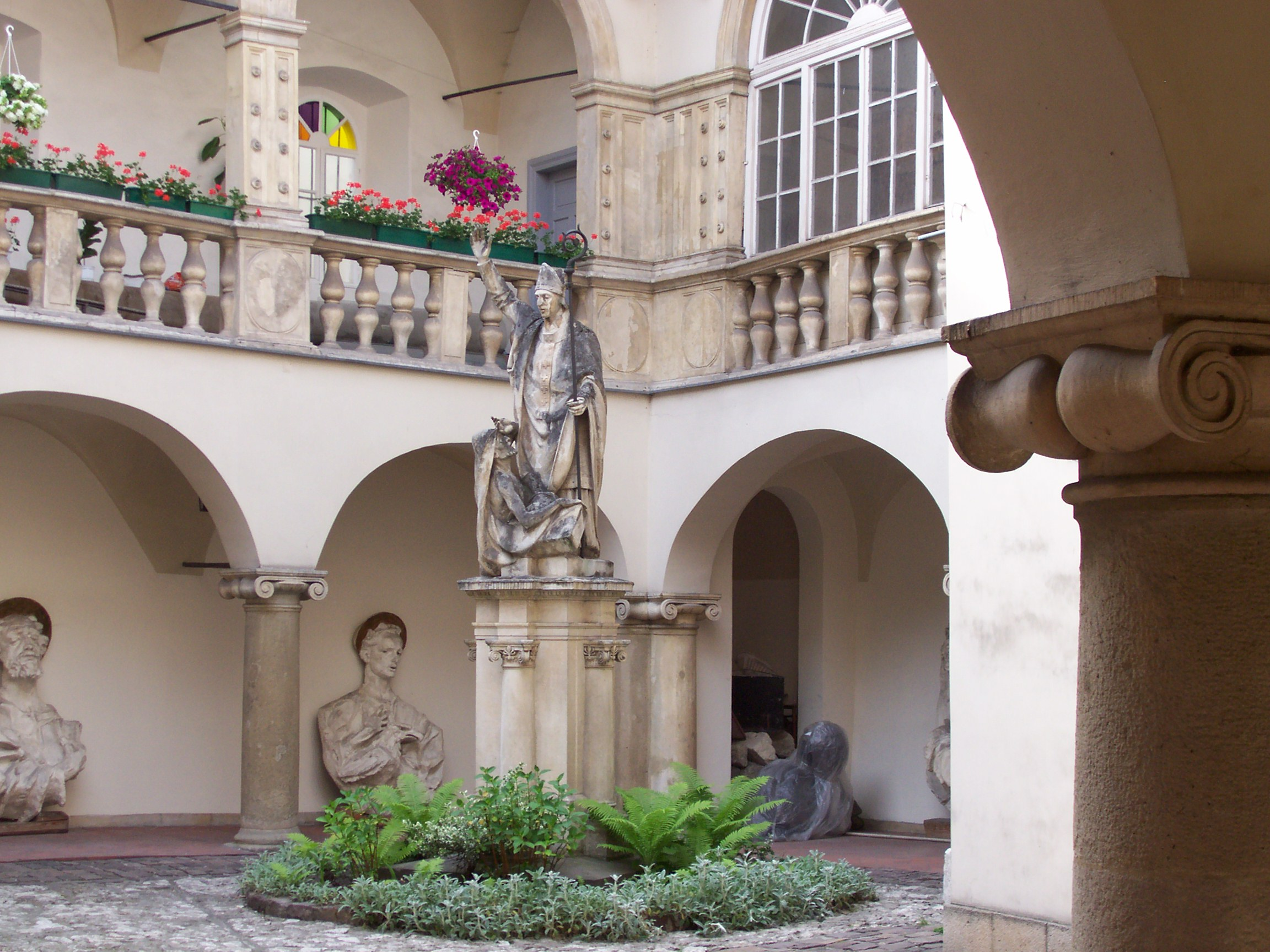